# Modus ponendo tollens
Modus ponendo tollens (sposób zaprzeczający przez potwierdzenie) – tautologia rachunku zdań mówiąca o właściwościach dysjunkcji – na podstawie prawdziwości jednego ze zdań składowych prawdziwej dysjunkcji można orzekać o fałszywości drugiego:
{\displaystyle [(p/q)\wedge p]\Rightarrow \lnot q.}
Analogiczny schemat wnioskowania dedukcyjnego ma postać
| Jeżeli: bądź p bądź q,  |
| i p.                    |
|                         |
| Zatem: nieprawda, że q. |